# Newtownstewart
Newtownstewart (Lislas in gaelico irlandese) è un comune dell'Irlanda del Nord, situato nella contea di Tyrone.